# Szkic polowy
Szkic polowy – szkic sporządzany podczas pomiarów geodezyjnych przeprowadzanych w terenie, wykonywany przez geodetę.
Szkic jest dokumentacją wykonanych pomiarów i jest składany wraz z operatem geodezyjnym we właściwym miejscowo (zwykle powiatowym) ośrodku dokumentacji geodezyjnej i kartograficznej prowadzącym państwowy zasób geodezyjny i kartograficzny. Szkic musi mieć niezbędne dane pozwalające na utworzenie elektronicznego pliku wymiany danych.
Według obecnie obowiązujących przepisów, tj. zgodnie z Rozporządzeniem Ministra Rozwoju z dnia 18 sierpnia 2020 r. w sprawie standardów technicznych wykonywania geodezyjnych pomiarów sytuacyjnych i wysokościowych oraz opracowywania i przekazywania wyników tych pomiarów do państwowego zasobu geodezyjnego i kartograficznego (Dz.U. z 2022 r. poz. 1670) § 36 ust. 4 operat techniczny zawiera mapę porównania z terenem i szkice polowe, jeżeli zostały wykonane.